# Balabanivka, Nova Ușîțea
Balabanivka (în ucraineană Балабанівка) este un sat în comuna Mala Strujka din raionul Nova Ușîțea, regiunea Hmelnîțkîi, Ucraina.

## Demografie
Componența lingvistică a localității Balabanivka
     Ucraineană (99,61%)
     Alte limbi (0,39%)
Conform recensământului din 2001, majoritatea populației localității Balabanivka era vorbitoare de ucraineană (99,61%), existând în minoritate și vorbitori de alte limbi.